# مافالدينه
مَفَلدِينة (بالإيطالية: Mafaldine، نقحرة: مافالديني) المعروفة أيضا باسم رجنتّة (Reginette: تعني في الإيطالية: الملكات الصغيرات) أو ببساطة مَفَلدا أو مَفَلده، هي نوع من المعكرونة التي تأتي على شكل شريطي. تكون مسطحة وواسعة العرض، عادة حوالي 1 سم (نصف بوصة)، مع حواف متموجة على كلا الجانبين. يتم إعداد هذا النوع من المعكرونة بشكل مماثل لأنواع المعكرونة الشريطية الأخرى مثل مثل لنغويني وفيتوتشيني. وعادة ما تقدم مع الكثير من الصلصة اللطيفة.
معكرونة مَفَلدِينة سميت على شرف أميرة سافاوي مافالدا (لهذا يتم تسميتها بالأسم البديل  "الملكات الصغيرات").

## وصلات خارجية
- مَفَلدِينة على موقع "مشروع المعكرونة"